# Dakshin Baguan
Dakshin Baguan è una suddivisione dell'India, classificata come census town, di 4.672 abitanti, situata nel distretto di Midnapore Est, nello stato federato del Bengala Occidentale. In base al numero di abitanti la città rientra nella classe VI (meno di 5.000 persone).

## Geografia fisica
La città è situata a 22° 19' 08 N e 87° 49' 50 E.

## Società

### Evoluzione demografica
Al censimento del 2001 la popolazione di Dakshin Baguan assommava a 4.672 persone, delle quali 2.440 maschi e 2.232 femmine. I bambini di età inferiore o uguale ai sei anni assommavano a 824, dei quali 430 maschi e 394 femmine. Infine, coloro che erano in grado di saper almeno leggere e scrivere erano 3.239, dei quali 1.833 maschi e 1.406 femmine.